# Castel d'Ario
Castel d'Ario, scritto anche Casteldario (Castellaro fino al 1867, Castlàr in dialetto mantovano) è un comune italiano di 4 641 abitanti della provincia di Mantova in Lombardia.
Sito a 19 chilometri a est di Mantova, diede i natali a Tazio Nuvolari (1892-1953), pilota automobilistico e motociclistico di fama internazionale.
Centro agricolo e industriale, basa la propria economia sulla produzione di foraggi, riso e ortaggi, sull'allevamento bovino e suino e su industrie a carattere alimentare, meccanico, calzaturifici e materie plastiche. La chiesa parrocchiale risale alla metà del XVII secolo. Sono visibili resti del castello medievale.

## Origini del nome
L'antica denominazione Castellaro venne sostituita nella seconda metà del XIX secolo, in quanto ritenuta troppo comune e confondibile con altri villaggi omonimi o assonanti. 

Fu il sindaco Luigi Boldrini, amico di Giosuè Carducci, a chiedere al poeta di trovare una nuova e più esclusiva denominazione: riferendosi al castello di epoca romana, che la tradizione voleva essere stato fondato dal centurione Dario o Ario, Carducci propose il nome di Castel d'Ario che venne adottato con Regio Decreto del 9 giugno 1867.

## Storia
Nell'anno 1082, Enrico IV concesse l'odierno territorio di Castel d'Ario in feudo al vescovado di Trento.
Il borgo fu signoria feudale dei principi-vescovi di Trento dal 1082, e dal 1328 fu gestito dai Gonzaga in qualità di valvassori, tornando perciò ai proprietari originali all’estinzione di questi ultimi nel 1707, staccandosi dal Ducato di Mantova; fu quindi governato dai trentini fino all'abolizione dei feudi imperiali nel 1797.

## Monumenti e luoghi d'interesse
- Castello, dell'XI secolo
- Chiesa parrocchiale di Santa Maria Assunta, del XVII secolo
- Ex convento domenicano ed ex chiesa di Santa Maria, nella frazione di Susano, del XVII secolo
- Corte gonzaghesca di Susano
- Teatro comunale, progettato in stile eclettico dall'ingegnere Alberto Cristofori (1909)[9]

## Società

### Evoluzione demografica

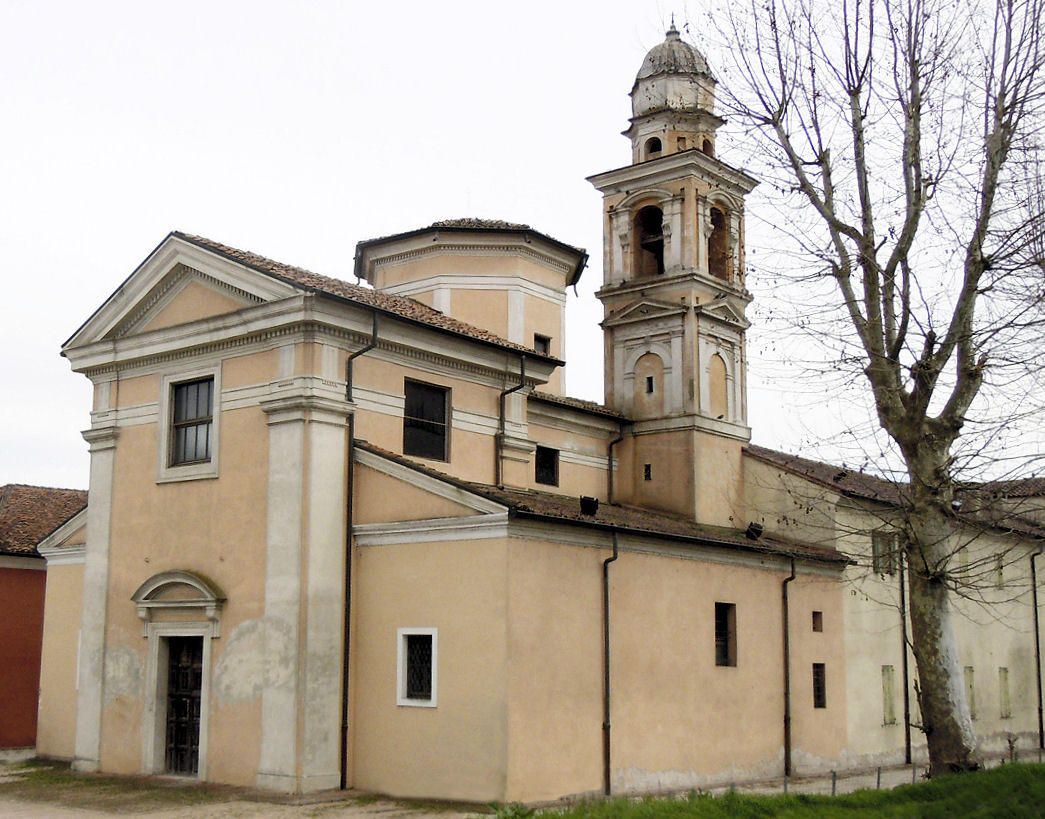
Susano, ex chiesa dell'Assunzione

Abitanti censiti

### Tradizioni e folclore
L'evento tradizionale più conosciuto di Castel d'Ario è la bigolada, che consiste nella distribuzione di bigoi con le sardele, cioè spaghetti fatti col torchio a pressione, con acciughe salate. La manifestazione si svolge il primo giorno di quaresima fin dal XIX secolo. Fonti storiche ne fanno risalire la nascita all'anno 1873 se non alla data del 7 marzo 1848 in pieno periodo pre-rivoluzionario.

### Cultura
La vivacità culturale di Castel d'Ario è attestata non solo dalla presenza di una biblioteca, ma anche dalla presenza di una casa editrice, Negretto Editore.

### Cucina
- Bigoli con le sardelle
- Riso alla pilota: è il piatto tradizionale della zona. Viene cucinato alla pilota, ovvero 'in grani'. Il procedimento prevede di stenderlo su una stuoia e cuocerlo lentamente attraverso il vapore che proviene da sotto. Poi si aggiungeranno il 'pistume', carne di maiale salatissima, o i pesciolini cresciuti nelle risaie e fritti.

### Etnie e minoranze straniere
Gli stranieri residenti a Castel d'Ario al 1º gennaio 2011 sono 833 e rappresentano il 17,1% della popolazione residente.

La comunità straniera più numerosa è quella proveniente dalla Romania con il 29,1% di tutti gli stranieri presenti sul territorio, seguita dall'India (26,7%) e dal Marocco (14,6%).
| Paese   | Numero |
| ------- | ------ |
| Romania | 242    |
| India   | 222    |
| Marocco | 122    |

fonte: tuttitalia.it

## Sport

### Calcio
La principale squadra di calcio del  Paese è l’ A.S.D. Casteldariese 1913, che milita nella Terza  Categoria mantovana. La Casteldariese segue  anche il settore giovanile  dalla categoria degli Esordienti. 

Don Enzo Verrini, parroco del paese dal 1969 al 2008, nel 1970 fonda l'Audace Castel d'Ario, la società calcistica della parrocchia. Basandosi sul volontariato, la società calcistica si occupa tutt'oggi della formazione dei più giovani calciatori casteldariesi, impegnando le sue formazioni nei campionati provinciali mantovani.

### Pattinaggio
A Castel d'Ario vi è una società di pattinaggio artistico a rotelle A.S.D Rotellistica Casteldariese con allenatrice Katia Bellini. Questa società arriva a ottimi livelli sia provinciali che regionali e internazionali. 
In particolare questa società si basa sulla solo dance.
Menzione d'obbligo per Anna Remondini, che ha conquistato il primo titolo in carriera nella specialità del Solo Dance ai Campionati Nazionali di pattinaggio artistico a rotelle nel 2019, e per il terzo anno consecutivo Anna Remondini e Daniel Morandin hanno conquistato il titolo ai Campionati Nazionali 2019 di pattinaggio artistico a rotelle.